# Finale Europacup I 1962
De finale van de Europacup I van het seizoen 1961/62 werd gehouden op 2 mei 1962 in het Olympisch Stadion in Amsterdam. Recordhouder Real Madrid stond voor de zesde keer in de finale en nam het op tegen titelverdediger Benfica. Ondanks een hattrick van de Hongaarse aanvaller Ferenc Puskás wonnen de Portugezen met 5-3. De 20-jarige stervoetballer Eusébio was met twee goals de uitblinker bij Benfica.
De Nederlandse scheidsrechter Leo Horn floot voor de tweede keer in zijn carrière de finale van de Europacup I. Na afloop noemde hij de confrontatie tussen Real Madrid en Benfica de mooiste wedstrijd die hij ooit had geleid, zelfs mooier dan de historische interland tussen Engeland en Hongarije op Wembley in 1953.

## Wedstrijd
|            |                                                        |       |                             |                                                                                        |
| 2 mei 1962 | Benfica                                                | 5 – 3 | Real Madrid                 | Olympisch Stadion, Amsterdam Toeschouwers: 61.257 Scheidsrechter: Leo Horn (Nederland) |
| 2 mei 1962 | Águas 25' Cavém 34' Coluna 51' Eusébio 65' (pen.), 68' |       | 17', 23', 38' Ferenc Puskás | Olympisch Stadion, Amsterdam Toeschouwers: 61.257 Scheidsrechter: Leo Horn (Nederland) |

| Benfica | Real Madrid |

| Benfica:      |    |                          |
|               |    |                          |
| GK            | 1  | Alberto da Costa Pereira |
| DF            | 2  | Mario João               |
| DF            | 3  | Germano de Figueiredo    |
| DF            | 4  | Ângelo Martins           |
| MF            | 5  | Domiciano Cavém          |
| MF            | 6  | Fernando Cruz            |
| FW            | 7  | José Augusto             |
| FW            | 8  | Eusébio                  |
| FW            | 9  | José Águas               |
| FW            | 10 | Mário Coluna             |
| FW            | 11 | António Simões           |
| Coach:        |    |                          |
| Béla Guttmann |    |                          |

| Real Madrid: |    |                    |
|              |    |                    |
| GK           | 1  | José Araquistáin   |
| DF           | 2  | Pedro Casado       |
| DF           | 3  | Vicente Miera      |
| DF           | 4  | Felo               |
| MF           | 5  | José Santamaría    |
| MF           | 6  | Pachín             |
| FW           | 7  | Justo Tejada       |
| FW           | 8  | Luis del Sol       |
| FW           | 9  | Alfredo Di Stéfano |
| FW           | 10 | Ferenc Puskás      |
| FW           | 11 | Francisco Gento    |
| Coach:       |    |                    |
| Miguel Muñoz |    |                    |